# Henrik Bergholt
Henrik Berholt (30 augustus 1965) is een voormalige Deense handbalspeler. Tussen 2020 en 2023 was Bergholt trainer/coach van het Nederlandse E&O zowel bij de heren en de dames.